# Einfeldia mendax
Einfeldia mendax är en tvåvingeart som först beskrevs av Stora 1936.  Einfeldia mendax ingår i släktet Einfeldia och familjen fjädermyggor. Inga underarter finns listade i Catalogue of Life.